# شهرستان مه‌ولات
شهرستان مه‌ولات نام یکی از شهرستان‌های استان خراسان رضوی به مرکزیت شهر فیض‌آباد است. جمعیت این شهرستان براساس سرشماری عمومی نفوس و مسکن در سال ۱۳۹۵ برابر با ۵۱٬۴۰۹ نفر بوده است. شهرستان مه‌ولات در سال ۱۳۸۴ از شهرستان تربت حیدریه جدا و مستقل شده است. شمال‌شرقی این شهرستان واقع در رشته‌کوه کوهسرخ قرار گرفته است.

## پیشینهٔ تاریخی
مه‌ولات یا محولات در متون قدیم با معنای متفاوتی از جمله آبادی‌های بهم پیوسته، ماه ولایت یا ولایت ماه و محو نمودن بت و بت‌پرستی ذکر شده است. برای نخستین بار نام مه‌ولات در کتاب تاریخ بیهق که به سال ۵۶۳ ه‍. ق توسط علی بن زید بیهقی تألیف شده آمده است. در صفحهٔ ۸۰ آن مکتوب سخن از مکانی موسوم به ولایت ماه رفته است. افزون بر این تاریخ نگاران و جغرافی نویسان معروفی چون فصیح خوافی صاحب مجمل می‌نویسد. در سال ۸۰۷ ه‍. ق امرای تیمور تعدادی از اهالی محولات را قتل‌عام نمودند، همچنین حافظ ابرو در سال ۸۲۳ ه‍. ق این منطقه را دارالسلطنه هرات ذکر می‌کند و در جای دیگر مؤلف روضات‌الجنات به غارت و تهاجم به محولات در سال ۸۷۴ ه‍. ق اشاره می‌نماید.

## تقسیمات کشوری
شهرستان مه‌ولات دارای دو بخش مرکزی و شادمهر است:
- بخش مرکزی شهرستان مه‌ولات
  - دهستان مه‌ولات جنوبی
  - دهستان حومه

شهرها: فیض‌آباد و عبدل‌آباد
- بخش شادمهر
  - دهستان مه‌ولات شمالی
  - دهستان ازغند
- شهرها: شادمهر